# Luis Folgueras y Sión
Luis Antonio Folgueras y Sión (Villavaler, León, 13 décembre 1769 - Grenade, 28 octobre 1850) était un ecclésiastique espagnol, premier évêque du diocèse de San Cristóbal de La Laguna et archevêque de Grenade.

## Biographie
Il a été sélectionné comme premier évêque du diocèse nouvellement créé de San Cristóbal de La Laguna le 24 juin 1824 et a été confirmé le 27 septembre suivant. Il a pris possession le 19 juin 1825, le jour même de son ordination épiscopale. Son épiscopat a été caractérisé par les affrontements avec le chapitre de la cathédrale.
Il a fondé le Séminaire diocésain de La Laguna en 1832, réglant les problèmes économiques en 1834. Il a dirigé le diocèse jusqu'au 17 janvier 1848, lors de son élection comme archevêque de Grenade. Après son transfert à Grenade, le siège de Ténérife fut annulé, passant à la tutelle administrative du diocèse des Canaries jusqu'à la signature du Concordato de 1851.
À ce jour, il a la plus grande longévité comme évêque de San Cristóbal de la Laguna, avec 24 ans de service pastoral.
Il est décédé le 28 octobre 1850 à Grenade, enterré dans la cathédrale.